# Takvåning

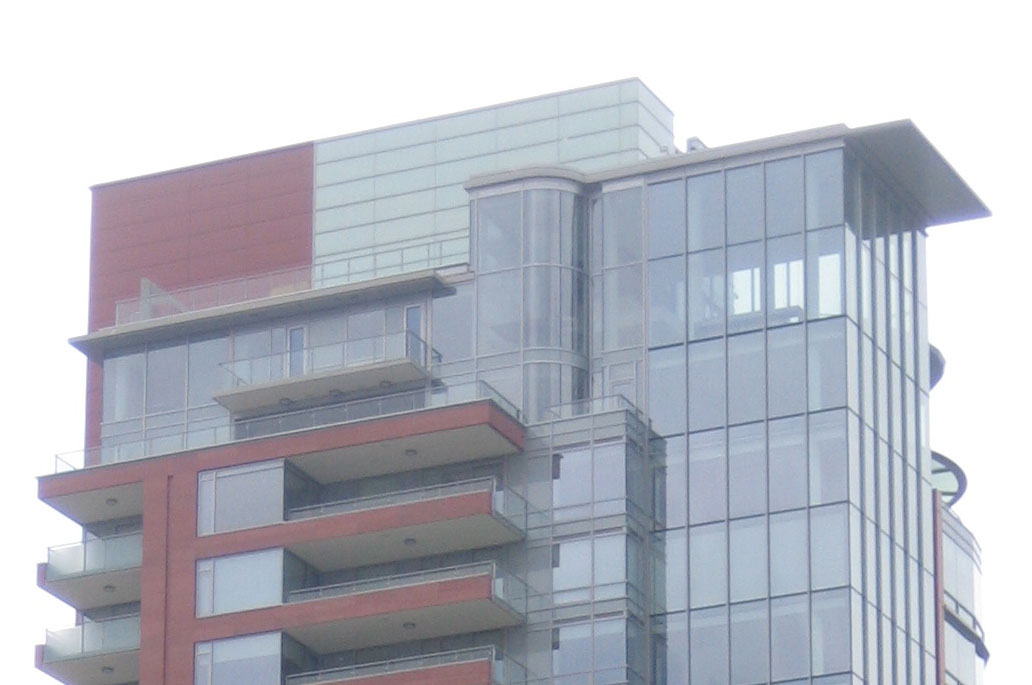
Ett exempel på takvåning.

En takvåning är inom arkitektur en lägenhet i en del av eller hela översta våningen i ett bostadshus. Den engelska termen penthouse används ibland i svenskan för att beteckna en extra påkostad och lyxig lägenhet, ofta med mer fönsterytor, ibland i två etage, ofta högst upp i ett höghus.
I äldre hus är takvåningar ofta skapade i efterhand genom att man har inrett husets vind.